# Rudolf Kempf
Rudolf Christian Kempf (* 6. Dezember 1864 in Rieneck; † 14. Mai 1943 in Hamburg) war ein deutscher Kunsthistoriker, Architekt, Kunstmaler, Herausgeber und Fachschullehrer. Als Unternehmer eröffnete er 1901 ein privates Technikum in Aschaffenburg und 1904 als Abteilung dieses Technikums die erste Fahrschule in Deutschland.

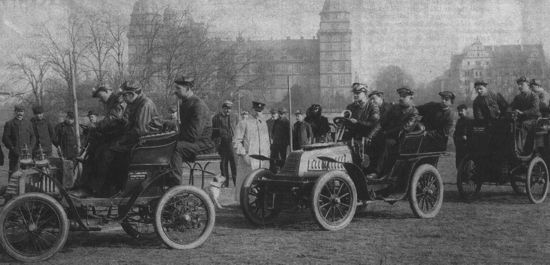
„Autolenkerschule“ in Aschaffenburg, 1906

## Leben
Rudolf Kempf war der Sohn eines Königlich Bayerischen Forstmeisters und besuchte ein Realgymnasium, bevor er an einer Kunstschule und an der Technischen Hochschule München studierte. Er schloss mit dem staatlichen Lehramtsexamen für Zeichnen und Modellieren ab, anschließend arbeitete er zunächst einige Zeit als Architekt. Er war seit 1885 Mitglied der Burschenschaft Cimbria München und wurde 1919 auch Alter Herr der neugestifteten Hamburger Burschenschaft Germania. 1889 heiratete er und nahm eine Stelle als Lehrer an der Kunstgewerbeschule Hannover an. 1893 veröffentlichte er im Verlag von Georg Alpers junior einen vornehmlich im Lichtdruck produzierten Bildband über die ältere Bausubstanz Hannovers mit zum Teil überarbeiteten und ergänzten historischen Vorlagen wie Gemälden und Fotografien und mit Texten des Bildhauers Heinrich Ahrens.
Von 1893 bis 1901 war er Direktor der städtischen Baugewerkschule Augsburg, wo er weitere Bildbände zur Architektur von Stadt und Land veröffentlichte.
1901 machte er sich selbständig und gründete das „Privat-Technikum Aschaffenburg“, das bis 1906 im Bassenheimer Hof, Dalbergstraße 78, angesiedelt war. Als Abteilung dieses Technikums eröffnete er 1904 die „Erste deutsche Autolenkerschule“, in der in erster Linie Berufskraftfahrer (Chauffeure) ausgebildet wurden, die aber auch Kurse für Herrenfahrer anbot.
1906 verlor Kempf nach Vorwürfen, die laut einiger Quellen finanzielle und organisatorische Probleme, nach anderen „unsittliches Verhalten“ betrafen, die (staatliche, d. h. bayerische) Lizenz für sein Technikum. Er siedelte nach Mainz (im damaligen Großherzogtum Hessen) über, wo er sein privates Technikum als „1. Deutsche Automobil- und Ingenieur-Schule“ einige Jahre weiterführte.
Später war er in Hamburg ansässig, wo er Ende der 1920er Jahre als Architekt, Grafiker und Autor arbeitete und sich selbst als Fachschuldirektor a. D. betitelte.

## Ehrungen
- 2004 wurde am früheren Standort der Autolenkerschule in Aschaffenburg eine steinerne Stele mit dem Titel „Evolution“ aufgestellt, die nach einem Entwurf des Bildhauers Bernard Chemin (damals Meisterschüler der Städtischen Fachschule für Steinmetze und Steinbildhauer) ausgeführt wurde.[5]

## Schriften
- Alt-Hannover. (mit Text von H. Ahrens) Phot. Druck und Verlag von Georg Alpers jr., Hannover 1893.
  - als Nachdruck unter dem Titel Schönes Alt-Hannover. Ansichten der königlichen Haupt- und Residenzstadt. (mit einem Nachwort von Franz Rudolf Zankl) Schlütersche, Hannover 1981, ISBN 3-87706-187-7.
- mit Adolf Buff: Alt-Augsburg. Eine Sammlung architectonischer und kunstgewerblicher Motive. Kanter & Mohr, Berlin 1898. (Textband und Tafelband)
- mit Martin Weigel: Alt-Rothenburg. Eine Sammlung malerischer Architekturstücke. Keller, Frankfurt am Main 1900.
- Landarchitekturen aus alter Zeit. Malerische Landsitze und Bauernhäuser, Stadtthore, Thürme, kleinere städtische Bauten sowie interessante architektonische Einzelheiten aus dem südlichen und mittleren Deutschland. (2 Bände) Hessling, Berlin 1900 und 1902.
- Das Bauernhaus im nördlichen Bayern. Süddeutsche Verlagsanstalt, München 1903.
- Dorfwanderungen. Die interessantesten Bauernhaus-Typen Süddeutschlands in Aufnahmen nach der Natur. (Mappenwerk mit 100 Tafeln) Keller, Frankfurt am Main 1904.